# Hermann Neumann (Politiker, 1882)
Hermann Friedrich Wilhelm Neumann (* 8. Oktober 1882 in Buskow; † 8. März 1933 in Darmstadt) war ein deutscher Politiker (SPD Hessen) und ehemaliger Abgeordneter des Landtags des Volksstaates Hessen in der Weimarer Republik und Opfer der NS-Diktatur.

## Leben
Neumann war bis 1905 als Steindruckergeselle tätig. Von 1905 bis 1911 arbeitete er als Angestellter der Ortskrankenkasse Offenbach am Main. 1914 wurde er Vorsitzender der Filiale des Lithographenverbands und des Hessischen Krankenkassenverbands sowie Vorstandsmitglied des Gewerkschaftskartells. In der Zeit von Februar 1919 bis Dezember 1919 war er Präsident des Hessischen Landesernährungsamtes und von Januar 1920 bis 1933 Präsident der Landesversicherungsanstalt in Darmstadt.
Neumann war von Dezember 1911 bis Februar 1919 SPD-Landesparteisekretär für Hessen mit Sitz in Offenbach am Main. Von 1912 bis 1919 war er Stadtverordneter in Offenbach am Main und von 1915 bis 1919 Mitglied des Kreistags. Mit dem Tod von Heinrich Busold rückte er 1915 in die zweite Kammer der Landstände des Großherzogtums Hessen nach. Von 1918 bis 1924 gehörte er dem Landtag an.
Nach der „Machtergreifung“ wurde er verhaftet und von SA-Männern ermordet.